# AKIRA (艺人)
EXILE AKIRA（本名：黑澤良平，1981年8月23日—），日本的舞者、演員。生於神奈川縣大和市，在靜岡縣磐田市長大。LDH所屬，為團體EXILE及EXILE THE SECOND的表演者之一。

## 經歷
2004年12月，加入舞團「RATHER UNIQUE」並出道。
2006年6月，加入放浪兄弟（EXILE）。
2008年，以TBS系日劇「Around40」、電影「花樣男子F」在大螢幕出道。
2009年，首次於第9屆紐約亞洲影展、及第33屆蒙特利爾世界電影節展出的電影作品「讓我告訴你」（Be Sure to Share）擔任主角、更榮獲第19屆日本電影影評人大獎的新人獎。
憑藉2010年在中國大陸、台灣和香港上映，2011年在日本上映的劉偉強導演執導的作品「精武風雲·陳真（Legend of the Fist: The Return of Chen Zhen）」在亞洲影壇嶄露頭角。
2012年，於劇集「麻辣教師GTO」中飾演 「鬼塚英吉」，為首次連續劇主演。
2013年11月3日，AKIRA与EXILE成员共同被香港旅游发展局任命为“2014年香港观光亲善大使”。
2015年，於電影「瘋狂麥斯：憤怒道」首次挑戰電影配音。同年於LDH大型企劃，電影「HiGH&LOW 熱血街頭」飾演 琥珀。並且演出電影「韃靼武士」。
2016年9月，以表演者身份加入EXILE THE SECOND。
2017年，演出馬丁·史柯西斯執導的好萊塢影片「沉默（Silence）」
2018年，春季上映的講述三船敏郎生平的紀實電影「三船敏郎：最後的武士」日本版中擔任電影旁白。
2024年，参加芒果TV真人秀《披荊斬棘》。

## 个人生活
2019年6月6日，宣佈與臺灣模特兒林志玲結婚。11月17日下午於全臺吳姓大宗祠舉行婚禮儀式；晚間於臺南市美術館1館舉行婚宴。

## 参加團體
- RATHER UNIQUE（2004年 - 2006年9月）
- RAG POUND（2006年）
- EXILE（2006年6月 - 現在）
- ®AG POUND（2015年）
- EXILE THE SECOND （2016年9月 - ）

## 演出作品

### 電視劇
- Around40（TBS電視、2008年4月 - 6月） 飾演 緒方達也
- 遠まわりの雨（日本電視台、2010年3月27
- TBS電視、2010年4月 - 6月） 飾演 柏木豊
- NHK大河劇「江～公主們的戰國～」（NHK、2011年）
- 新一的挑戰書[[[Wikipedia:格式手册/链接#章節|錨點失效]]] 第1話（讀賣電視、2011年7月7日）飾演 坪内勇平
- GTO（關西電視台、2012年7月 - 9月） 飾演 鬼塚英吉
  - GTO 秋も鬼暴れスペシャル（2012年10月2日）
  - GTO 正月スペシャル! 冬休みも熱血授業だ（2013年1月2日）
  - GTO 完結編 〜さらば鬼塚! 卒業スペシャル〜（2013年4月2日）
  - GTO（第2期）（2014年7月 - 9月）
- 古書堂事件手帖（富士電視台、2013年1月 - 3月） 飾演 五浦大輔
- ハニー・トラップ（富士電視台、2013年10月 -　12月） 飾演 美山悠一'
- このミステリーがすごい! ベストセラー作家からの挑戦状「ダイヤモンドダスト」（2014年12月29日、TBS）  奥脇巧 役
- HEAT（2015年7月 - 9月、關西電視台） 飾演  池上タツヤ [7]
- HiGH＆LOW-THE STORY OF S.W.O.R.D.-（2015年10月 - 12月、日本電視台） 飾演 琥珀
  - HiGH&LOW Season2（2016年4月 - 6月）
- 暗夜英雄Naoto 第2話・第5話（2016年4月 - 5月、東京電視台）-片尾舞蹈表演[8]
- 富士電視台「刑警弓神」第9集 演出

### 網络劇
- 3枚目のボディガード 〜ボクはキミだけを守りぬく〜（2011年6月 - 8月、BeeTV） 飾演 警官

### 綜藝節目
- 神秘五金行（2023年7月 - 8月、衛視中文台）
- 光開門就很忙了（2023年8月、TVBS）- 來賓
- 披荊斬棘（2024年8月-11月、芒果TV）

### 電影
- 流星花園F（2008年）飾演 SAMII
- 山形スクリーム（日语：山形スクリーム）（2009年）飾演 三太郎
- ちゃんと伝える（日语：ちゃんと伝える）（2009年）飾演 北史郎
- 精武風雲‧陳真（2010年）飾演  佐佐木
- 半次郎（日语：半次郎）（2010年）飾演  永山弥一郎
- Working Holiday（2012年） 飾演 沖田大和
- 草原の椅子（2013年）飾演 鍵山
- Unfair the end（日语：アンフェア the end）（2015年） 飾演 武部将臣
- ROAD TO HiGH&LOW（2016年） - 飾演 琥珀
- HiGH&LOW THE MOVIE（2016年）- 飾演 琥珀
- 沉默（2017年）[9]
- たたら侍（2017年）
- 這條路上：百年童謠的誕生（2019年）飾演 山田耕筰
- 燦爛星空下（Beautiful）（2019年）

### 舞台
- 劇団方南ぐみ「あたっくNo.1」（2006年3月11日 - 19日）
- 劇団EXILE 第一回公演「太陽に灼かれて」（2007年9月20日 - 10月8日） 飾演 セイジ
- 劇団EXILE 第三回公演「Words〜約束/裏切り〜すべて、失われしもののため…」（2009年10月29日 - 11月23日） 飾演  ジン
- 劇団EXILE W-IMPACT「赤壁 〜愛〜」（2011年8月8日 - 31日）飾演 周瑜

### CM
- CHINTAI（2009年8月 - 2011年12月）
- 麒麟飲品「Mets」（2010年7月 - ）
- 麒麟飲品「大人的蜂蜜檸檬」（2011年6月 - ）
- GREE「聖戦Cerberus」（2011年11月 - 2012年）
- NTT Communications「050 plus」（2011年11月 - 2013年）
- TOYOTA「WISH」（2012年4月 - ）
- 富士通「FMV」（2012年6月 - ）
- 日本可口可樂 「零系可口可樂」（2013年）
- 久光製藥「AIR SALONPAS」（2013年6月 - ）
- AC日本「艾滋病預防財團」（2013年7月-）
- 洋服の青山「AOYAMA PRESTIGE TECHNOLOGY」（2016年）[10]

### 配音
- エグザムライ（2008年） 飾演 AKIRA
- 末日先鋒：戰甲飛車（2015年） - 麥斯·洛克坦斯基（湯姆·哈迪）  ※日文配音

### 廣播
- SESSIONS 4（NORTH WAVE、2006年 - 2007年）
- RADIO MASHUP（FM yokohama、2010年10月 - 2012年12月）

## 出版品

### 寫真集
- AKIRA LA（2014年9月22日、LDH magazine） ISBN 978-4908200007

### 書籍
- THE MAN OF EXILE AKIRA 2006-2016（出道10週年紀念書）
- THE FOOL Gusha no Tamashii（自傳）

### 影像作品
- THE FOOL MOVIE 〜Raw to Refined〜[11]（2019年2月6日）
- THE FOOL MOVIE 2 〜THE FOOLS〜[12]（2019年12月18日）

### 作詞
- EXILE AKIRA『THE FOOL MOVIE 2 〜THE FOOLS〜』（2019年12月18日）
  - 「THE FOOL」

## 獲獎經歷
- 第19回日本電影影評人大獎 新人獎『ちゃんと伝える』[13]
- WEIBO MUSIC AWARDS 2024 海外人気アーティスト賞（2024年）[14]
- SOHU FASHION AWARDS 2024 人気アーティスト 番組ブレイク大賞（2024年）[15]
- Weibo日本年度ベストパフォーマー賞（2025年）[16]

## 外部連結
- EXILE AKIRA的Instagram帳戶
- EXILE AKIRA的X（前Twitter）
- EXILE AKIRA的Facebook專頁
- EXILE-AKIRA的新浪微博